# Evangelina Carrozzo
Evangelina Carrozzo (Gualeguaychú, Entre Ríos; 19 de noviembre de 1980) es una bailarina de carnaval, modelo y ecologista argentina.

## Carrera
Reina del Carnaval de Gualeguaychú 2006, fue contactada por Paula Brufman entonces Coordinadora de Campañas de la organización Greenpeace para liderar una protesta no tradicional en el marco de la IV Cumbre Unión Europea-América Latina y el Caribe, celebrada en Viena (Austria) el 12 de mayo de 2006, en reclamo por la instalación de plantas de celulosa sobre la orilla del Río Uruguay.
Carrozzo y Brufman lograron ingresar a la reunión gracias a una credencial de periodista provista por Greenpeace. Allí desfiló con una pancarta en la que se manifestaba el rechazo a la radicación de las pasteras, con un particular atuendo; Evangelina vestía una bikini, indumentaria que utiliza para presentarse en los carnavales. Esto causó revuelo en la prensa y algunos sobresaltos en equipo encargado de la seguridad, que la alejó del lugar tras su protesta.
El equipo de Greenpeace tuvo 15 días para preparar su presentación ante los jefes de Estado. Y no fue en vano, ya que se logró instalar el tema a la agenda mediática mundial.
A mediados del 2006 comenzó a participar en el reality show Bailando por un sueño, en el programa televisivo Showmatch, de Canal 13. Que junto con Luciana Salazar lograron eliminar a Julieta Prandi.Pero en la próxima gala Carrozzo fue eliminada por Eliana Guercio.
Evangelina volvió a Showmatch en el año 2007, esta vez en Patinando por un sueño. En la primera semana logró eliminar a Belén Francese y en la tercera fue eliminada por Fernanda Vives.
Ese mismo año fue jurado de La Chica FX 2 y en noviembre inició su debut teatral en la obra No Somos Santas producida por Gerardo Sofovich. 
En 2008 fue la primera vedette en el espectáculo de Mar del Plata Humor Caliente.
En 2016 trabajó en la 6.ª temporada del programa Combate, que se transmite en Canal 9, como capitana del equipo verde.

## Televisión
| Año  | Programa                       | Rol                   | Notas                              |
| ---- | ------------------------------ | --------------------- | ---------------------------------- |
| 2006 | Anexo:Bailando por un sueño 3  | Participante          | 8.ª Pareja Eliminada / 8.º Puesto  |
| 2007 | Anexo:Patinando por un sueño 2 | Participante          | 3.ª Pareja Eliminada / 19.º Puesto |
| 2007 | La Chica FX 2                  | Jurado                |                                    |
| 2016 | Combate (6.ª Generación)       | Capitana Equipo Verde | Finalistas                         |

## Teatro
- No Somos Santas (2007-2008)
- Humor Caliente[1] (2008-2009)